# Список корпусов МГУ
МГУ
В данной статье содержится информация о корпусах (зданиях) Московского государственного университета имени М. В. Ломоносова на территории Москвы.
Ансамбли старого комплекса зданий Московского университета на Моховой улице и нового комплекса зданий на Ленинских (Воробьёвых) горах являются объектами культурного наследия. Значительная часть корпусов университета также относится к числу памятников архитектуры и истории.

## Старая территория (Моховая улица (c 1800))
| Наименование                                                 | Адрес                                      | Дата постройки                     | Архитекторы                                | Подразделения                              | Фотография | Примечания                                         |
| ------------------------------------------------------------ | ------------------------------------------ | ---------------------------------- | ------------------------------------------ | ------------------------------------------ | ---------- | -------------------------------------------------- |
| Корпус ИСАА («Старое здание университета»)                   | Моховая улица, дом 11, строение 1          | 1786-1819                          | М. Ф. Казаков, Д. Жилярди, А. Г. Григорьев | Институт стран Азии и Африки               |            | Объект культурного наследия федерального значения  |
| Корпус факультета психологии                                 | Моховая улица, дом 11, строение 9          | 1904                               |                                            | Факультет психологии                       |            | Объект культурного наследия регионального значения |
| Лабораторный корпус факультета психологии                    | Большая Никитская улица, дом 4             | 1896-1902                          | К. М. Быковский                            | Факультет психологии                       |            | Объект культурного наследия регионального значения |
| Зоологический музей                                          | Большая Никитская улица, дом 6             | 1896-1902                          | К. М. Быковский                            | Зоологический музей                        |            | Объект культурного наследия регионального значения |
| Корпус факультета журналистики («Новое здание университета») | Моховая улица, дом 9, строение 1           | Конец XVIII века, 1837             | В. И. Баженов, Е. Д. Тюрин                 | Факультет журналистики                     |            | Объект культурного наследия федерального значения  |
| Церковь святой Татьяны                                       | Моховая улица, дом 9, строение 2           | 1833-1836                          | Е. Д. Тюрин                                | Дом культуры Храм Мученицы Татианы при МГУ |            | Объект культурного наследия федерального значения  |
| Типография                                                   | Моховая улица, дом 9, строение 7           | XVI век, середина XVIII века, 1832 | Е. Д. Тюрин                                | Издательский дом (Типография) МГУ          |            | Выявленный объект культурного наследия             |
| Библиотека                                                   | Моховая улица, дом 9, строение 9           | 1901                               | К. М. Быковский                            | Научная библиотека                         |            | Объект культурного наследия регионального значения |
| Корпус факультета искусств                                   | Большая Никитская улица, дом 3, строение 1 | Начало XIX века                    |                                            | Факультет искусств                         |            | Объект культурного наследия федерального значения  |

В исторический комплекс Московского университета на Моховой улице входили также некоторые здания, сейчас принадлежащие другим организациям.

## Новая территория (Ленинские горы)
| Наименование                                             | Адрес                                                                 | Дата постройки | Архитекторы                                                                | Подразделения | Фотография | Примечания |
| -------------------------------------------------------- | --------------------------------------------------------------------- | -------------- | -------------------------------------------------------------------------- | --- | ---------- | --- |
| Главное здание МГУ                                       | Ленинские горы, дом 1, строение 1                                     | 1949—1953      | Л. В. Руднев, С. Е. Чернышёв, П. В. Абросимов, А. Ф. Хряков, В. Н. Насонов | Ректорат Механико-математический факультет Геологический факультет Географический факультет Музей землеведения Библиотека Комбинат питания Спортивные залы Бассейн Дом студента (общежитие) Объединённый профсоюзный комитет МГУ Объединённый студенческий комитет МГУ Студенческий совет МГУ                                                        |            | Объект культурного наследия регионального значения Также здесь располагаются: Канцелярский магазин "Аргумент" Офис банка "ВТБ" |
| Физический корпус                                        | Ленинские горы, дом 1, строение 2                                     | 1949—1953      |                                                                            | Физический факультет Научно-исследовательский институт ядерной физики (НИИЯФ) |            | Объект культурного наследия регионального значения                                                                             |
| Химический корпус                                        | Ленинские горы, дом 1, строение 3                                     | 1949—1953      |                                                                            | Химический факультет |            | Объект культурного наследия регионального значения                                                                             |
| Корпус НИВЦ                                              | Ленинские горы, дом 1, строение 4                                     | 1949—1953      |                                                                            | Научно-исследовательский вычислительный центр |            | Объект культурного наследия регионального значения                                                                             |
| 19-й корпус                                              | Ленинские горы, дом 1, строение 5                                     | 1949—1953      |                                                                            | НИИЯФ |            | Объект культурного наследия регионального значения                                                                             |
| 20-й корпус                                              | Ленинские горы, дом 1, строение 6                                     | 1949—1953      |                                                                            | НИИЯФ |            | Объект культурного наследия регионального значения                                                                             |
| Институт механики                                        | Ленинские горы, дом 1, строение 7                                     | 1949-1953      |                                                                            | Институт механики Институт проблем информационной безопасности |            | Объект культурного наследия регионального значения                                                                             |
| Криогенный корпус                                        | Ленинские горы, дом 1, строение 8                                     | 1949—1953      |                                                                            | Кафедра физики низких температур и сверхпроводимости физического факультета |            | Объект культурного наследия регионального значения                                                                             |
| Корпус газовой электрохимии (КГЭ)                        | Ленинские горы, дом 1, строение 9                                     | 1949—1953      |                                                                            | Лаборатория катализа и газовой электрохимии химического факультета МГУ |            | Объект культурного наследия регионального значения                                                                             |
| Корпус радиохимии                                        | Ленинские горы, дом 1, строение 10                                    | 1949—1953      |                                                                            | Кафедра радиохимии химического факультета МГУ |            | Объект культурного наследия регионального значения                                                                             |
| Корпус СВД                                               | Ленинские горы, дом 1, строение 11                                    | 1949—1953      |                                                                            | Кафедра химической технологии и новых материалов химического факультета МГУ Кафедра химической энзимологии химического факультета МГУ |            | Объект культурного наследия регионального значения                                                                             |
| Биолого-почвенный корпус                                 | Ленинские горы, дом 1, строение 12                                    | 1949—1953      |                                                                            | Биологический факультет Факультет почвоведения Военная кафедра (офицерское обучение) Филиал комбината питания МГУ |            | Объект культурного наследия регионального значения Также здесь располагаются: Бистро "Практикум гурмана" Кафе "Биосфера"       |
| Четвёртый учебный корпус                                 | Ленинские горы, дом 1, строение 13                                    | 2005—2013      |                                                                            | Юридический факультет, ВШГА |            | |
| Типография                                               | Ленинские горы, дом 1, строение 15                                    | 1949-1953      |                                                                            | Издательский дом (Типография) МГУ |            | Объект культурного наследия регионального значения                                                                             |
| Механические мастерские                                  | Ленинские горы, дом 1, строение 16                                    | 1949-1953      |                                                                            | |            | Снесен в 2015. Находился на месте четвертого учебного корпуса                                                                  |
| Склады МГУ                                               | Ленинские горы, дом 1, строение 17                                    | 1949-1953      |                                                                            | |            | Объект культурного наследия регионального значения                                                                             |
| ГАИШ                                                     | Университетский проспект, дом 13 (Ленинские горы, дом 1, строение 18) | 1949-1953      |                                                                            | Государственный астрономический институт им. П. К. Штернберга |            | Объект культурного наследия регионального значения                                                                             |
| Корпус гидрологии                                        | Ленинские горы, дом 1, строение 19                                    | 1949-1953      |                                                                            | Центр гидрофизических исследований МГУ |            | Объект культурного наследия регионального значения                                                                             |
|                                                          | Ленинские горы, дом 1, строение 21                                    | 1949-1953      |                                                                            | Институт механики МГУ |            | Объект культурного наследия регионального значения                                                                             |
|                                                          | Ленинские горы, дом 1, строение 22                                    | 1949-1953      |                                                                            | |            | |
|                                                          | Ленинские горы, дом 1, строение 23                                    | 1949-1953      |                                                                            | |            | |
| Корпус ЛИК (лаборатория искусственного климата)          | Ленинские горы, дом 1, строение 24                                    | 1949-1953      |                                                                            | Кафедра биофизики биологического факультета МГУ; Кафедра радиоэкологии и экотоксикологии факультета почвоведения МГУ |            | Объект культурного наследия регионального значения                                                                             |
| Вегетационный домик                                      | Ленинские горы, дом 1, строение 24А                                   | 1949-1953      |                                                                            | |            | Объект культурного наследия регионального значения                                                                             |
| Виварий                                                  | Ленинские горы, дом 1, строение 25                                    | 1949-1953      |                                                                            | Виварий |            | Объект культурного наследия регионального значения                                                                             |
| Ботанический сад биологического факультета МГУ           | Ленинские горы, дом 1, строение 26                                    |                |                                                                            | Ботанический сад биологического факультета МГУ |            | |
| Ботанический сад биологического факультета МГУ           | Ленинские горы, дом 1, строение 26А                                   |                |                                                                            | Ботанический сад биологического факультета МГУ |            | |
| Метеорологическая обсерватория                           | Ленинские горы, дом 1, строение 27                                    | 1949-1953      |                                                                            | Метеорологическая обсерватория |            | Объект культурного наследия регионального значения                                                                             |
| Стационар факультета почвоведения                        | Ленинские горы, дом 1, строение 28                                    | 1949-1953      |                                                                            | Кафедра эрозии и охраны почв факультета почвоведения Лаборатория почвенного стационара факультета почвоведения |            | Объект культурного наследия регионального значения                                                                             |
| Теплицы над лизиметрами                                  | Ленинские горы, дом 1, строение 30                                    | 1949-1953      |                                                                            | |            | Относятся к лаборатории почвенного стационара                                                                                  |
|                                                          | Ленинские горы, дом 1, строение 31                                    | 1949-1953      |                                                                            | |            | Объект культурного наследия регионального значения                                                                             |
| Оранжерейный корпус                                      | Ленинские горы, дом 1, строение 32                                    |                |                                                                            | Лаборатория электронной микроскопии биологического факультета Учебные аудитории биологического факультета МГУ и Ботанического сада МГУ |            | |
| Здание социологического факультета                       | Ленинские горы, дом 1, строение 33                                    | 1949—1953      |                                                                            | Социологический факультет Факультет военного обучения МГУ |            | Объект культурного наследия регионального значения                                                                             |
| Ботанический сад биологического факультета МГУ           | Ленинские горы, дом 1, строение 34                                    | 1949—1953      |                                                                            | Ботанический сад биологического факультета МГУ |            | Объект культурного наследия регионального значения                                                                             |
| Ботанический сад биологического факультета МГУ           | Ленинские горы, дом 1, строение 34а                                   |                |                                                                            | Ботанический сад биологического факультета МГУ |            | |
| Корпус ЦКП                                               | Ленинские горы, дом 1, строение 35                                    | 1949-1953      |                                                                            | Центр коллективного пользования научным оборудованием физического факультета |            | Объект культурного наследия регионального значения                                                                             |
| Легкоатлетический манеж                                  | Ленинские горы, дом 1, строение 36                                    | 1949-1953      |                                                                            | Легкоатлетический манеж |            | Объект культурного наследия регионального значения                                                                             |
| Трёхзальный корпус                                       | Ленинские горы, дом 1, строение 37                                    | 1949-1953      |                                                                            | Спортивные залы Кафедра физического воспитания |            | Объект культурного наследия регионального значения                                                                             |
| Военная кафедра                                          | Ленинские горы, дом 1, строение 38                                    |                |                                                                            | Военная кафедра |            | |
| Фильмохранилище                                          | Ленинские горы, дом 1, строение 39                                    | 1949-1953      |                                                                            | Фильмофонд архива МГУ |            | Объект культурного наследия регионального значения                                                                             |
| Лабораторный корпус А                                    | Ленинские горы, дом 1, строение 40                                    |                |                                                                            | НИИ физико-химической биологии имени А. Н. Белозерского |            | |
| Газгольдеры                                              | Ленинские горы, дом 1, строение 41                                    |                |                                                                            | Институт механики |            | |
|                                                          | Ленинские горы, дом 1, строение 42                                    | 1949-1953      |                                                                            | |            | Объект культурного наследия регионального значения                                                                             |
| Столовая № 8                                             | Ленинские горы, дом 1, строение 44                                    | 1967           |                                                                            | Высшая школа бизнеса Столовая № 8 |            | |
| Проблемная лаборатория магнетизма                        | Ленинские горы, дом 1, строение 45                                    | 1949-1953      |                                                                            | |            | Снесен в 2007. Находился на месте корпуса экономического факультета                                                            |
| Корпус экономического факультета (Третий учебный корпус) | Ленинские горы, дом 1, строение 46                                    | 2002-2012      |                                                                            | Экономический факультет |            | |
| 1-й гуманитарный корпус (1-й учебный корпус)             | Ленинские горы, дом 1, строение 51                                    | 1970           | А. Ф. Хряков, М. А. Чесаков, Э. М. Золотницкая                             | Филологический факультет Высшая школа инновационного бизнеса Высшая школа перевода Высшая школа современных социальных наук Высшая школа телевидения Высшая школа управления и инноваций Факультет глобальных процессов Факультет мировой политики Факультет фундаментальной физико-химической инженерии Институт мировой культуры Институт Конфуция |            | |
| 2-й учебный корпус                                       | Ленинские горы, дом 1, строение 52                                    | 1982           |                                                                            | Факультет вычислительной математики и кибернетики Высшая школа бизнеса Факультет дополнительного образования Факультет педагогического образования Центр интенсивного обучения иностранным языкам Институт переподготовки и повышения квалификации преподавателей гуманитарных и социальных наук Факультет космических исследований                  |            | |
| Поликлиника                                              | Ленинские горы, дом 1, строение 53                                    | 1976           |                                                                            | Поликлиника Медицинского научно-образовательного центра |            | |
| Бывшее здание гастронома                                 | Ленинские горы, дом 1, строение 54 (улица Академика Хохлова, 3)       | 1971           |                                                                            | Различные организации |            | |
|                                                          | Ленинские горы, дом 1, строение 55                                    |                |                                                                            | |            | |
| Столовая № 10                                            | Ленинские горы, дом 1, строение 56                                    | 1970           |                                                                            | Столовая № 10 |            | |
| Корпус высоких энергий НИИЯФ                             | Ленинские горы, дом 1, строение 58                                    | 1979           |                                                                            | НИИЯФ |            | |
| Столовая № 14                                            | Ленинские горы, дом 1, строение 59                                    | 1980           |                                                                            | Столовая № 14 |            | |
|                                                          | Ленинские горы, дом 1, строение 60                                    |                |                                                                            | Институт математических исследований сложных систем |            | |
|                                                          | Ленинские горы, дом 1, строение 61                                    | 1993           |                                                                            | Московская школа экономики Высшая школа государственного администрирования |            | |
| Корпус нелинейной оптики                                 | Ленинские горы, дом 1, строение 62                                    |                |                                                                            | Кафедра общей физики и волновых процессов физического факультета Кафедра квантовой электроники физического факультета Международный лазерный центр |            | |
| Ботанический сад биологического факультета МГУ           | Ленинские горы, дом 1, строение 71                                    |                |                                                                            | Ботанический сад биологического факультета МГУ |            | |
| Лабораторный корпус Б                                    | Ленинские горы, дом 1, строение 73                                    |                |                                                                            | Факультет биоинженерии и биоинформатики Факультет наук о материалах Высшая школа управления и инноваций |            | |
| Архив МГУ                                                | Ленинские горы, дом 1, строение 74                                    |                |                                                                            | Архив МГУ |            | |
| Научный парк МГУ                                         | Ленинские горы, дом 1, строение 75                                    |                |                                                                            | |            | |
| Ботанический сад биологического факультета МГУ           | Ленинские горы, дом 1, строение 76                                    |                |                                                                            | Ботанический сад биологического факультета МГУ |            | |

## Корпуса за пределами основного кампуса
| Наименование                                        | Адрес                                                                             | Дата постройки | Архитекторы                                                               | Подразделения                                                                                            | Фотография | Примечания                              |
| --------------------------------------------------- | --------------------------------------------------------------------------------- | -------------- | ------------------------------------------------------------------------- | --- | ---------- | --------------------------------------- |
| Интеллектуальный центр - Фундаментальная библиотека | Ломоносовский проспект, дом 27                                                    | 2005           | Г.Н. Цытович                                                              | Научная библиотека                                                                                       |            |                                         |
| Ломоносовский корпус                                | Ломоносовский проспект, дом 27, корпус 1                                          | 2012           |                                                                           | Факультет фундаментальной медицины                                                                       |            |                                         |
| Шуваловский корпус                                  | Ломоносовский проспект, дом 27, корпус 4                                          | 2007           |                                                                           | Исторический факультет Философский факультет Факультет государственного управления Факультет политологии |            |                                         |
| МНОЦ                                                | Ломоносовский проспект, дом 27, корпус 5 Ломоносовский проспект, дом 27, корпус 6 | 2008-2013      |                                                                           | Медицинский научно-образовательный центр                                                                 |            |                                         |
| ФДС-1                                               | Ломоносовский проспект, дом 31, корпус 1                                          |                |                                                                           | Общежитие                                                                                                |            | Филиал Дома студента                    |
| ФДС-2                                               | Ломоносовский проспект, дом 31, корпус 2                                          |                |                                                                           | Общежитие                                                                                                |            | Филиал Дома студента                    |
| ФДС-3                                               | Ломоносовский проспект, дом 31, корпус 3                                          |                |                                                                           | Общежитие                                                                                                |            | Филиал Дома студента                    |
| ФДС-4                                               | Ломоносовский проспект, дом 31, корпус 4                                          |                |                                                                           | Общежитие                                                                                                |            | Филиал Дома студента                    |
| ФДС-6                                               | Ломоносовский проспект, дом 31, корпус 6                                          |                |                                                                           | Общежитие                                                                                                |            | Филиал Дома студента                    |
| ФДС-7                                               | Ломоносовский проспект, дом 31, корпус 7                                          |                |                                                                           | Общежитие                                                                                                |            | Филиал Дома студента                    |
| ДСЛ                                                 | Ломоносовский проспект, дом 27, корпус 11                                         |                |                                                                           | Общежитие                                                                                                |            | Дом студента на Ломоносовском проспекте |
| ДАС                                                 | Улица Шверника, дом 19                                                            | 1965-71        | Н.А. Остерман, А. Петрушкова, И. Канаева, Г. Константиновский, Г. Карлсен | Общежитие                                                                                                |            | Дом аспиранта и стажёра                 |
| ДСВ                                                 | Проспект Вернадского, дом 37                                                      |                |                                                                           | Общежитие                                                                                                |            | Дом студента на проспекте Вернадского   |
| ДСК                                                 | Улица Кравченко, дом 7                                                            |                |                                                                           | Общежитие                                                                                                |            | Дом студента на улице Кравченко         |
| ДСЯ                                                 | Литовский бульвар, дом 6, корпус 1                                                |                |                                                                           | Общежитие                                                                                                |            | Дом студента в Ясенево                  |